# Cesare Federico Goffis
Cesare Federico Goffis (Asti, 1910 – Genova, 2004) è stato un filologo, critico letterario e storico della letteratura italiano.

## Biografia
Laureatosi nel 1932, insegnò all'Università di Genova. Si occupò dei principali autori italiani, dal Trecento al Novecento, e in particolare di Petrarca, Teofilo Folengo e Foscolo.
Per l'«Enciclopedia dantesca» della Treccani stese numerose voci, fra cui quelle relative a Francesco da Barberino, Franco Sacchetti, Fazio degli Uberti, Camillo Pellegrino, Francesco di Vannozzo e Alessandro Manzoni.
È stato socio dell'Accademia Ligure di Scienze e Lettere.